# SDコマンドガンダム G-ARMS オペレーションガンダム
『SDコマンドガンダム G-ARMS オペレーションガンダム』は、1991年5月18日に発売されたバンダイ（後のバンダイナムコゲームス）のゲームボーイ用ソフト。

## 概要
『SDコマンド戦記 G-ARMS』を題材にしたアクションシューティングゲーム。ガチャポン戦士シリーズの戦闘アクションシーンをベースにしたものになっている。
登場するSDキャラクターはストーリーデモでは人物として扱われているが、メインモードや大図鑑モードなどでは乗り換え可能な搭乗型のSDモビルスーツとして扱われている。

## システム
- Gアームズ軍としてザタリオン軍と戦っていく1Pモード、好きなキャラクターを選び対戦する2Pモード、登場キャラクターの姿や解説を見られるSD大図鑑モードの3つのモードがある。
- 1Pモードでは搭乗機体に装備された接近武器と飛び道具の2つを使ってステージ内の敵キャラクターを撃破していく。敵を倒せばCMP（破壊効果ポイント）が獲得でき、CMPの合計がクリア条件の数値に達すればステージクリアとなる。
- POWが無くなると搭乗機体は破壊され脱出カプセルになる。このカプセルは破壊されればゲームオーバーになり、ガチャベースに入ることができればそのベースにある機体に乗りゲームを続行できる。また、敵も脱出カプセルになり、その状態を倒さなければCMPは獲得できない。
- ステージ中に複数配置されたガチャベースに入った場合、そのベースに機体があればその機体に乗り換えることができる。機体が無いベースの場合は現在搭乗している機体のパワー回復のみできる。
- ステージは複数のマップで構成されており、各マップ中に配置されている一方通行のワープに入れば別のマップに移動できる。
- 2Pモードでは1マップのみでの戦いで制限時間内に相手のPOWを無くしたプレイヤーが勝利になる。先に3勝したほうが勝ちになる。

## キャラクター
Gアームズ軍
- コマンドガンダム
- キャプテンガンダム
- ガンセイバーΖ
- ガンダイバー
- グリーンベレーガンダム
- ガンタンク
- ガンキャノン
- ジムアーミー
- ジムマリナー

ザタリオン軍
- ブラッディザク
- ザクII
- ドム
- ケンプファー
- キュベレイ
- ギラドーガ
- ズゴッグ
- ザクマリナー
- メッサードーガ

その他
- 脱出カプセル

## 評価
文章がすべてカタカナであり読みづらい、敵味方合わせて18機が登場するが、どこの基地に行けばどの機体に乗れるのかがまったく分からず出たとこ勝負である、ステージはたった5つしかないが基地に戻って回復すると敵も回復してしまうので延々とゲームが終わらない場合がままあるなど、ゲームとしては決して評価が高いとは言えない。ただ、各話のカットインの評価は悪くはなく、コマンド戦記のオリジナル機体を操作できる数少ないゲームというアイデンティティはある。